# صموئيل ووكر
صموئيل ووكر (بالإنجليزية: Samuel Walker)‏ (19 فبراير 1995 - ) هو لاعب كرة طائرة أسترالي.

## وصلات خارجية
- صموئيل ووكر على موقع الاتحاد الأوروبي (الإنجليزية)
- صموئيل ووكر على موقع دوري الدرجة الأولى الإيطالي للكرة الطائرة - رجال (الإيطالية)